# Conioscinella flavotrigona
Conioscinella flavotrigona är en tvåvingeart som beskrevs av Oswald Duda 1934. Conioscinella flavotrigona ingår i släktet Conioscinella och familjen fritflugor. Inga underarter finns listade i Catalogue of Life.